# Kostel svatého Eligia (Paříž)
Kostel svatého Eligia (fr. Église Saint-Éloi) je katolický farní kostel ve 12. obvodu v Paříži na náměstí Place Maurice-de-Fontenay.

## Historie
První kostel v této oblasti byl postaven v ulici Rue de Reuilly v roce 1856. V té době vzrůstala ve zdejší čtvrti populace. Pseudorománský kostel byl zničen bleskem v roce 1876. Po čtyřech letech byla vybudována stavba, která měla jen provizorní charakter. Přesto zde vydržela přes 90 let. Stavba nového kostela byla zahájena v roce 1966 a dne 27. října 1968 kostel vysvětil pařížský arcibiskup kardinál François Marty.

## Architektura
Kostel navrhl architekt Marc Leboucher. Kostel má kovou konstrukci pokrytou v interiéru i exteriéru hliníkem. Kovová věž slouží jako zvonice.
Výzdoba interiéru je skromná, nejsou zde žádné plastiky kromě velké sochy svatého Eligia, která se nachází u oltáře. Oltář, kazatelna i svícny jsou vyrobeny pouze z ocele, což dodává kostelu střízlivý vzhled.
Stavba je výrazně prosvětlená. Osvětlení je zajištěno prokládanými skleněnými deskami mezi hliníkovými pláty.
Nalevo od hlavního vchodu se nachází malá mariánská kaple, která souží k malým mším a jednotlivců, kteří chtějí být izolováni od ostatních.